# 長崎大學
长崎大学（日语：／ Nagasaki daigaku），簡稱長大（ちょうだい），是一所位於日本九州长崎县长崎市的国立大学，前身之一长崎医科大学是戰前6所醫科官立大学之一，也是世界唯一毀於核爆炸的大學。
長大知名校友包括諾貝爾獎得主下村脩、2名芥川獎得主、9名日本國會議員。

## 概要
1949年（昭和24年），6所學校合併為新制長崎大學：
- 长崎医科大学（一度毀於長崎市原子彈爆炸）
- 长崎医科大学附属药学专门部
- 长崎医科大学附属药学专门部→长崎高等学校
- 长崎经济专门学校
- 长崎师范学校
- 长崎青年师范学校

### 大學排名
- 上海交大世界大學學術排名（ARWU）：第401-500名；日本第20名（2013年）[1]
- 萊頓大學世界大學論文引用排名（CWTS）：日本第30名（2014年）[2]

## 沿革
- 1949年 - 新制长崎大学設置（学艺学部、经济学部、医学部、药学部、水产学部等五学部）
- 1951年 - 商业短期大学部设立
- 1966年 - 工学部设立
- 1966年 - 学艺学部改称教育学部
- 1979年 - 齿学部设立
- 1984年 - 医疗技术短期大学部设立
- 1984年 - 商业短期大学部改称商科短期大学部
- 1997年 - 环境科学部设立
- 2000年 - 商科短期大学部废止
- 2004年 - 根据国立大学法人法，改为国立大学法人

## 學部
- 教育學部
- 經濟學部
- 多文化社會學部
- 醫學部
- 齒學部
- 藥學部
- 工學部
- 環境科學部
- 水產學部
- 醫療技術短期大學部（因改組為四年制醫學部保健學科，2002年度以後停止招生）

## 著名校友
- 下村脩 - 2008年諾貝爾化學獎得主，長崎原爆受害者
- 青来有一 - 小说家，芥川奖获得者
- 福地茂雄 - 朝日啤酒会长
- 渡邊航 - 漫畫家
- 陳新賜 - 台灣醫師暨詩人，長崎原爆受害者
- 王文其 - 台灣醫師，長崎原爆受害者
- 陳進東 - 前宜蘭縣長
- 周百鍊 - 台灣醫師，前代理台北市長
- 連日清 - 臺灣公衛學者，登革熱及瘧疾防治專家

## 姊妹校
- 高雄醫學大學
- 高雄海洋科技大學
- 台北醫學大學
- 台灣大學
- 政治大學
- 國立東華大學
- 臺灣海洋大學
- 淡江大學